# Hjalmar Schacht
Horace Greeley Hjalmar Schacht (Tinglev općina Aabenraa, 22. siječnja 1877. – München, 3. lipnja 1970.), predsjednik Reichsbanke i optuženik na procesu u Nürnbergu.
Nikad nije postao član Nacističke stranke.
Bio je i ministar gospodarstva od 1935. do 1937.
Bio je antisemit, ali nije opravdavao postupke protiv Židova.
Javno je prozvao Juliusa Streichera i njegov list Der Stürmer zbog njegovih članaka.
Lažno je optužen da je sudjelovao u Srpanjskoj uroti.
Otpremljen je u sabirni logor Dachau.
Uhićen je, ali je u Nürnbergu oslobođen krivnje, iako je priznao kršenje Versajskog poretka.
Na denacifikacijskom sudu osuđen je na osam godina, ali je pušten ranije.
Napisao je i tri knjige:  Kraj reparacija (1931.),  Sređeni računi (1946.) i autobiografiju  Ispovijesti starog čarobnjaka (1953.).
Umro je u 93. godini 1970. godine.